# Trnovec Desinićki
Trnovec Desinićki is een plaats in de gemeente Desinić in de Kroatische provincie Krapina-Zagorje. De plaats telt 115 inwoners (2001).